# Musschia aurea
Musschia aurea là loài thực vật có hoa trong họ Hoa chuông. Loài này được (L.f.) Dumort. mô tả khoa học đầu tiên năm 1822.